# Gothard Jan Tyzenhauz (biskup)
Gothard Jan Tyzenhauz lub Tyzenhaus herbu Bawół (niem. Gotthard Johann von Tiesenhausen; zm. 1669) – biskup rzymskokatolicki.

## Życiorys
Biskup tytularny metoneński i sufragan wileński w latach 1661-1668, biskup smoleński od 1668.